# ダニエル・インボデン
ダニエル・キャリントン・インボデン（Daniel Carington Imboden、1893年 - 1965年11月9日）は、アメリカ合衆国のジャーナリスト、アメリカ陸軍の軍人。連合国軍占領下の日本において、連合国軍最高司令官総司令部 (GHQ) 民間情報教育局 (CIE) の新聞課長として、戦後の日本の新聞業界のあり方に大きな影響を与えた。
日本語では、姓は「インボーデン」と表記されることがあり、日本占領期の階級であった少佐、ないし、中佐を付けて、インボデン少佐、インボデン中佐、インボーデン少佐、インボーデン中佐などとして言及されることがある。

## 経歴
バージニア州生まれ。
テキサスA&M大学に学び、1912年に卒業した。その後、カリフォルニア州シルバーシティで地元の商工会議所の職員となったが、第一次世界大戦が勃発すると陸軍士官として従軍した。
その後、ジャーナリストとなり、1942年に第二次世界大戦に応召する直前には、カリフォルニア州サンルイスオビスポで、週2回刊 (semiweekly) の小規模な新聞の経営にあたっていた。終戦後、1945年に日本に進駐し、民間情報教育局新聞課長ロバート・バーコフ (Robert Berkov) の下で課長補佐となり、1946年5月にバーコフを継いで第2代の新聞課長となった。
新聞課長となったインボデンは、「およそ民主的な新聞の世界においては新聞社主、主筆、編集長たるものは紙面の責任を負わねばならない」と述べ
、編集方針の決定は新聞社の所有者、経営者の側にあるとして、一貫して経営者側に立って当時の新聞社の争議に介入し、当時の日本では新しい考え方であった「編集権」概念の普及に努めた。
インボデンは、プレスコードに基づいて、左翼的な記事やリベラルな記事に対してしばしば取締りをおこなった。1946年には、記事内容の左傾化を理由に『読売新聞』に対してプレスコード違反を警告し、これを発端とした第2次読売争議の際には、組合側の当事者31人を自主退職に追い込んで事態を収拾させた。
インボデンはまた、日本国内の各地にも足を運んで新聞の実情を視察し、「新聞講座」として新聞社員たちを対象とした講演を行うとともに、統制下にあった新聞用紙の割り当てを背景に、様々な新聞社に圧力をかけた。1946年6月17日には北海道へ渡り、18日には札幌市で『北海道新聞』の社員を対象におこなった講演の中で「共産党の機関紙...になりたいのなら現在の発行部数を削減する」と述べ、レッドパージの一環として道新が自主的に共産党同調者を処分することを促した。これをきっかけとして北海道新聞社は17名を退職、36名を休職とする処分をするに至り、いわゆる「道新五三名事件」の争議に至った。1949年3月29日に『中国新聞』を訪れた際には、「共産主義者の排斥」を求める警告的な講演をおこない、中国新聞社はその後8月5日に、共産党員、同調者とされた21人を解雇した。
その後の新聞業界において、インボデンは、占領期の逆コースを象徴する、横暴な人物であったと評されることが多いが、当時インボデンと接する機会の多かった外務官僚の奈良靖彦は「純朴なヤンキーで、権威主義者には見えなかった」と、対照的な評価をしている。
異論もあるものの、当時のCIE新聞課は、小規模な地方紙、新興紙を保護育成しようとする意図があったともいわれる。インボデンは、しばしば地方でそうした趣旨に沿った発言をしており、例えば、1947年に愛媛県の『愛媛新聞』が全国で初めて、日本新聞協会による取り組みより1年早く、「新聞週間」の事業を開始したときには、11月18日に愛媛新聞社を訪れて、「日本に一つの新しいことを創造した。他の新聞はこのすばらしい前例に従うであろう」とこれを歓迎した。1948年7月に長崎県の『長崎日日新聞』を訪問した際には、「新聞の民主化によって日本の民主化が確立される」と同紙を激励した。
1950年4月28日に高崎市で講演した際には、「民主主義と地域社会の発展には郷土新聞の発行が欠かせない」と述べ、その後の『高崎市民新聞』の創刊のきっかけを作った。また、レッドパージ後の1951年11月2日に『中国新聞』を再訪した際には、「日本全体の利益を促進するためには地方紙の発展が必要。中国新聞は灰じんに帰した広島が立ち上がるために非常に大きな貢献をした」と述べている。
また、学校新聞などの発行も奨励したとされ、発足間もない全国高等学校新聞連盟の代表者たちが直接交渉に出向いたところ、あっさりと新聞用紙の提供に応じたというエピソードも伝えられている。
1949年には、日本青年館発行の雑誌『青年』に「二宮尊徳を語る－新生日本は尊徳の再認識を必要とする」と題して寄稿し、二宮尊徳を「近世日本の生んだ最大の民主主義者」などと評した。
インボデンは、日本の占領の終了とともに1952年に帰国し、ワシントン州シアトル郊外タコマのフォート・ルイスの北西太平洋岸州司令部に所属する大佐として退役した。
1965年にカリフォルニア州サンルイスオビスポで死去した。